# Kundreskontra
Kundreskontra är en sidoordnad bokföring av en organisations kunder. Här finns vanligtvis uppgifter om kundernas:  
- Adress
- Kontaktperson
- Faktureringsadress
- Aktuell fordran/skuld

Reskontran kan hanteras i ett bokföringsprogram eller föras manuellt. En huvudbok innehåller information och beräkningar på alla transaktioner som görs inom ett företag. Med en huvudbok är det enkelt att få en översikt över företagets kundfordringar, intäkter och liknande.